# 大将駅
大将駅（テジャンえき、朝鮮語: 대장역）は、朝鮮民主主義人民共和国平安北道寧辺郡にある駅で、青年八院線に属する。

## 隣の駅
青年八院線
八院青年駅 - 大将駅 - 新龍駅